# 倉賀野宿

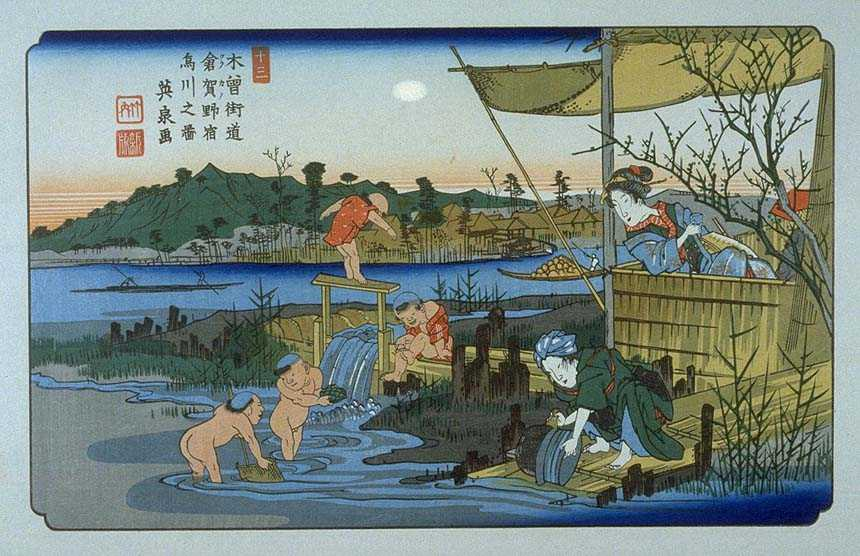
木曽海道六十九次 倉賀野（渓斎英泉画）

倉賀野宿（くらがのしゅく）は、中山道六十九次（木曽街道六十九次）のうち江戸から数えて12番目の宿場である。日光例幣使街道が分岐している。現在の群馬県高崎市倉賀野町に相当する。

## 概要

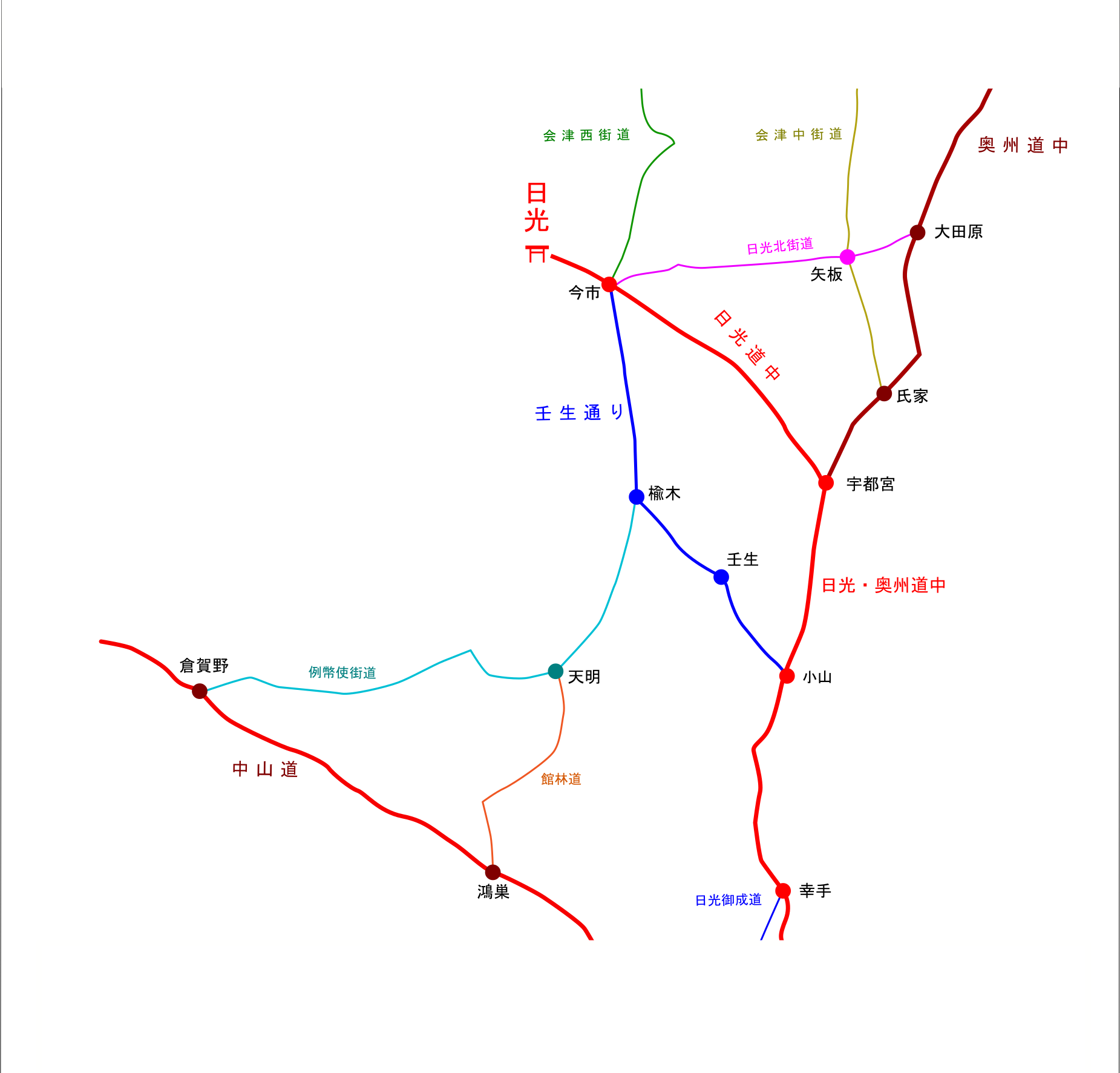
倉賀野宿周辺の主要街道

倉賀野宿は、中山道六十九次（木曽街道六十九次）のうち江戸から数えて12番目の宿場である。日光へ向かう日光例幣使街道が分岐している。かつては江戸時代、烏川を利用した舟運搬の河岸があった。長さ11町38間（約1.2kｍ）で、上町、中町、下町があり、中町が中心地だった。
現在の群馬県高崎市倉賀野町にあたる。
天保14年（1843年）の『中山道宿村大概帳』によれば、倉賀野宿の宿内家数は297軒、うち本陣1軒、脇本陣2軒、旅籠32軒で宿内人口は2,032人であった。明治16年（1883年）に鉄道が敷設されるまでは、東京や信越方面を結ぶ水運の川岸舟場として栄え、料理屋や遊郭などもあり、賑わった。

## 「倉賀野宿」ギャラリー

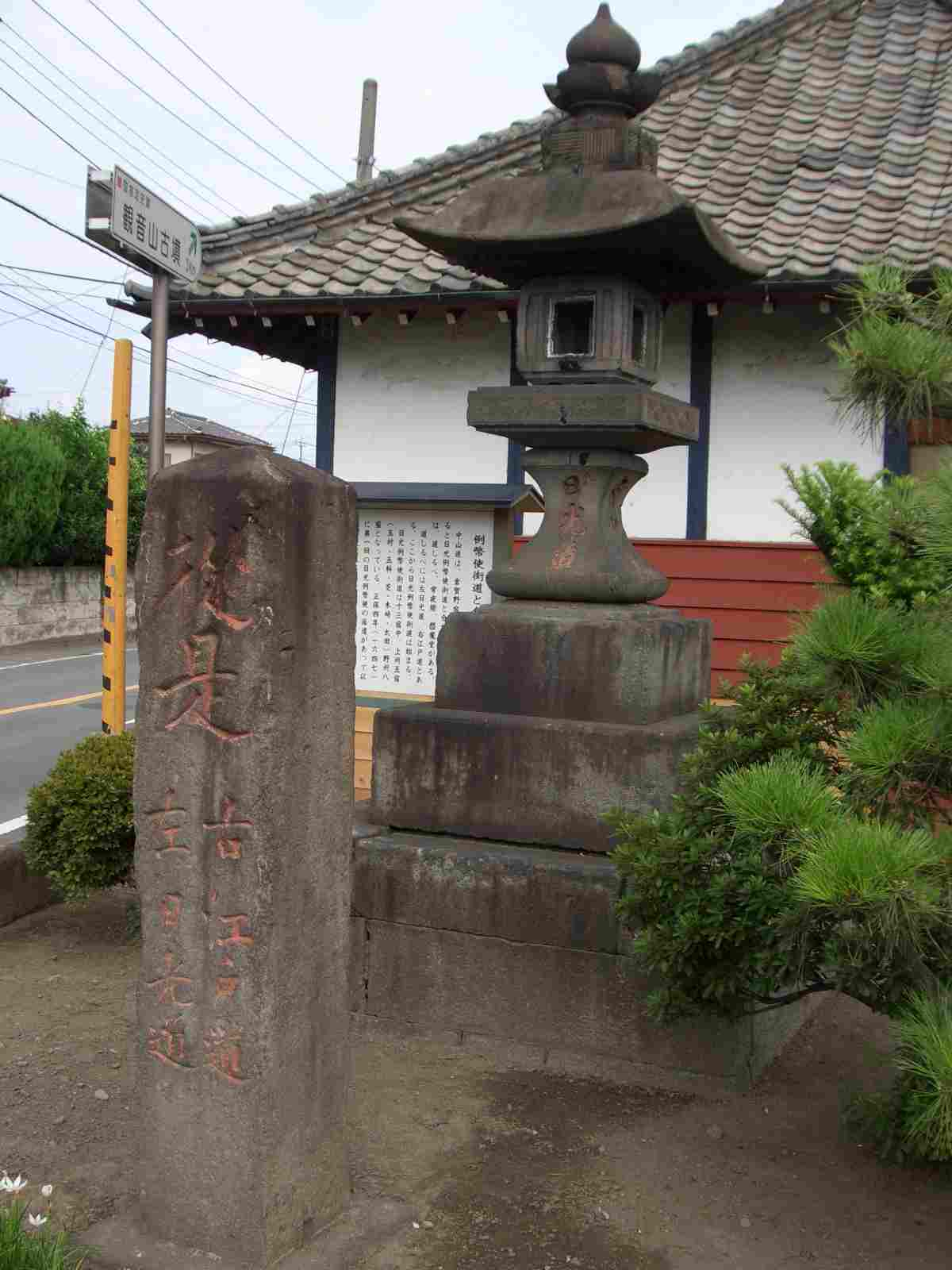
閻魔堂前の常夜灯（中山道と例幣使道の分岐点）
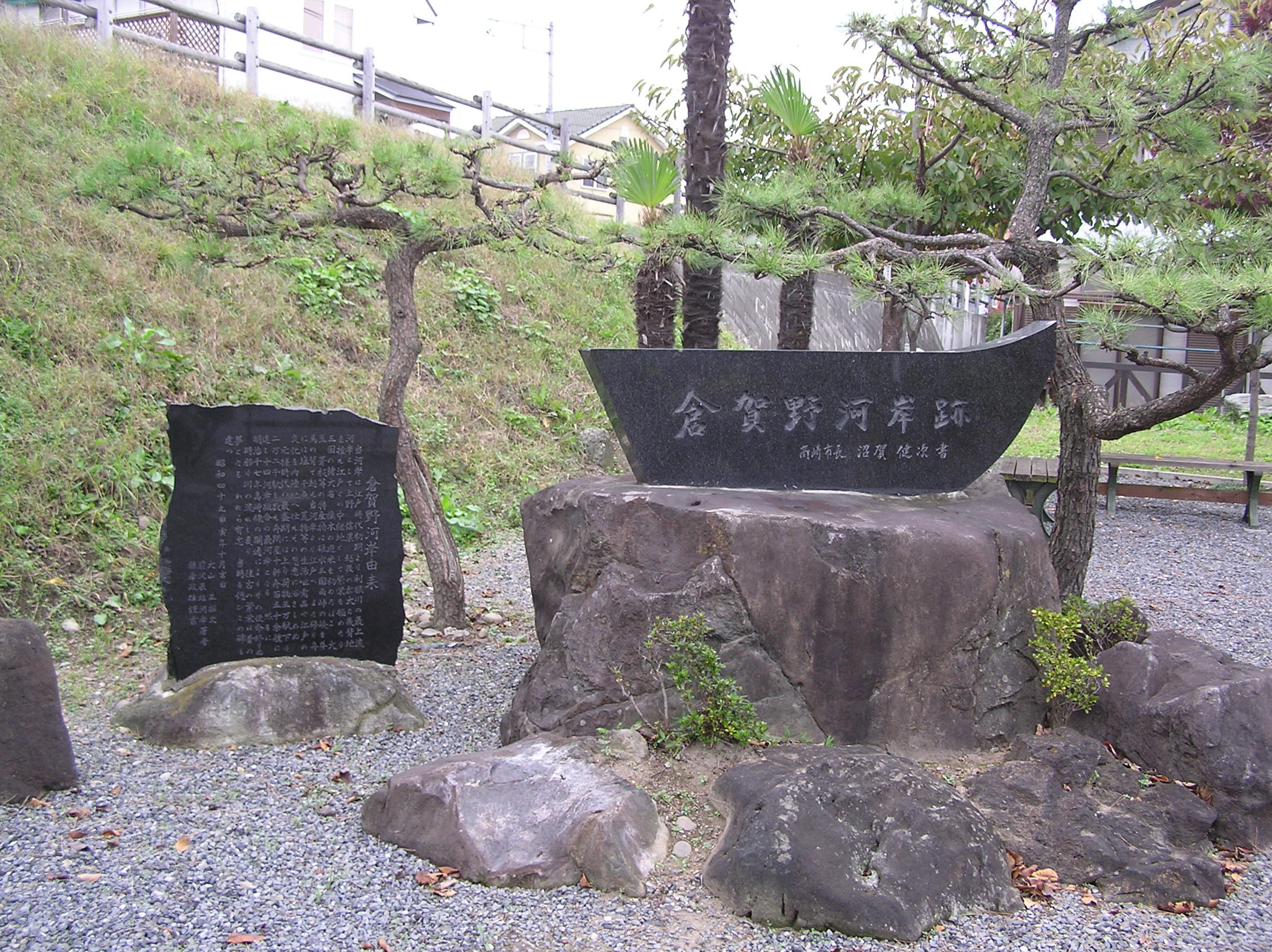
倉賀野河岸跡

## 最寄り駅
- 東日本旅客鉄道（JR東日本）高崎線・八高線 倉賀野駅

## 隣の宿
中山道
新町宿 - 倉賀野宿 - 高崎宿
日光例幣使街道
倉賀野宿 - 玉村宿